# 申丘爾
申丘爾（斯洛維尼亞語： 發音：[ʃɛnˈtʃuːɾ]，舊資料又寫為 Šentjur； 德語： 或 Sankt Georgen im Felde），是斯洛維尼亞上卡尼奧拉地區申丘爾市鎮的定居點及行政中心。

## 教堂
當地的教堂是獻給聖喬治。它是一個單中殿結構，具有一個帶有斜角的矩形聖壇，建於1747年，位於早期建築的遺址上。家俱是巴洛克風格，聖壇拱門上有一幅1750年由 Franc Jelovšek（1700–1764年）繪製的壁畫。教堂還收藏了 Janez（1850–1889年）和 Jurij Šubic（1855–1890年）的畫作。該遺址的第一座教堂於1238年在書面資料中被提及，當時阿奎萊亞的牧首伯特霍爾德將教堂授予維萊索沃的修道院。在中世紀，教堂四周環繞著堅固的城牆，以抵禦奧斯曼帝國的襲擊。

## 外部連結
- Šenčur at Geopedia （页面存档备份，存于）